# 滕彪
滕彪（1973年8月2日—），生于吉林省桦甸市，人权律师，中国政法大学法学院讲师，北京兴善研究所所长，独立中文笔会会员，公盟研究员。

## 生平

### 教育经历
1980-1985年就读于桦甸市光辉小学。1985-1988年就读于桦甸二中。1988-1991年就读于桦甸四中。1991年考入北京大学法律系，在石家庄陆军学院军训一年。2002年底在北京大学法学院获法学博士学位。

### 职业生涯
2003年起为中国政法大学法学院教师，讲授法理学、法律语言学、法律与文学、法律社会学。2003年至2008年为北京华一律师事务所兼职律师。
2003年5月的“三博士”上书事件中，滕彪首次走入公众视野。那一年，大学毕业生孙志刚在广州收容站被殴打致死。之后，滕彪与北大博士期间的同学许志永、俞江联名致书全国人大常委会，要求对《城市流浪乞讨人员收容遣送办法》进行违宪审查，废除收容遣送制度，对废止该办法起了推动作用。同年10月，滕彪和许志永、俞江、张星水共同创办了公益性民间组织“阳光宪道社会科学研究中心”（简称“阳光宪政”）。同年12月4月，滕彪、许志永、俞江被中央电视台和司法部全国普法办选为“2003年度十大法治人物”。
2004年，与范亚峰、许志永、秋风、王怡等法律学者共同起草完成了《完善我国宪法人权保护条款的建议》，提出了全面修改中国宪法人权保护条款使之形成了一个完整的人权保护体系的建议。北大一塌糊涂bbs被当局关闭，组织联名、撰写法律意见书，展开各种呼吁和抗议活动。
2005年，与高智晟、许志永、李和平、范亚峰等参与营救因代理陕北民营石油案而被以扰乱公共秩序的罪名逮捕的朱久虎律师。与高智晟、范亚峰、张星水等参与基督徒蔡卓华案辩护。与郭玉闪、涂毕声赴临沂，与陈光诚一起调查当地的野蛮计划生育事件，写出《临沂计划生育调查手记》，在互联网上发布，引起强烈反响。2011年，为庆祝陈光诚40岁生日，《临沂计划生育调查手记》英文版发布。阳光宪道社会科学研究中心无法继续在北京民政局注册，改名为“北京公盟咨询有限责任公司”（简称公盟），在北京工商局注册。积极参与公盟的活动，为公盟主要成员。加入独立中文笔会，为笔会法律顾问。被《亚洲周刊》选为“2005年度亚洲风云人物”，一同入选的还有高智晟、郭飞雄、许志永、李和平、陈光诚等其他十三名中国维权律师。
2006年，陈光诚被捕，组织大批律师参与营救和辩护工作，此后一直密切关注陈光诚案。陈光诚被判刑4年3个月，出狱后被软禁。2012年，陈光诚逃入美国驻华使馆，滕彪力劝陈光诚离开中国。 参与奥美定事件法律维权。为石家庄王博信仰自由案辩护律师之一。在与黎雄兵、李和平、邬宏威等合写的辩护词《宪法至上、信仰自由》中，系统颠覆了当局对法轮功信仰者治罪的基础。与浦志强律师一起代理王天成诉周叶中抄袭案。
2007年3月，参加在巴黎举行的第三届世界反死刑大会，下半年为耶鲁大学法学院访问学者。2007年底，人权活动家胡佳被捕，积极展开营救工作。
2008年，参与北京维权律师推动北京律协的民主选举，在公盟参与三聚氰胺奶粉事件受害者的法律维权工作。2008年1月，准备从北京赴泰国参加国际会议时，护照被没收。之后对北京边防检查站提起行政诉讼。3月6日晚，被北京市安全部门绑架，秘密关押两天两夜。后写出《我无法放弃》来记录被关押期间的经历。6月，被北京市司法局注销律师证。12月，为零八宪章首批303名发起人之一，因此被中国政法大学停课。
2009年5月10日，在北京参与“八九民主运动20周年研讨会”，参加者有钱理群、秦晖、周舵、徐友渔、莫之许、崔卫平、郝建、徐晓、梁晓燕、许医农、张博树等。 7月，民政局宣布取缔公盟。7月29日许志永被捕，滕彪等人展开营救工作。
2010年3月，原公盟以“公民”为新组织机构名，继续从事公益维权活动。“公民”由许志永、王功权、黎雄兵、滕彪、李方平发起成立，是以建立民主法治为目标，理性、建设性地推动法治和社会正义的公民自发的公益组织，“自由，公义，爱”为主旨的新公民精神的新公民运动。5月，创办北京兴善研究所，办公室设在北京望京。为中国大陆首家也是迄今为止唯一一家以废除死刑为宗旨的民间机构。滕彪参与冷国权案、甘锦华案、江西乐平案等死刑案件的辩护与申诉。6月，与许志永、王功权、黎雄兵、李方平、老虎庙发起“公民承诺”。介入沈阳商贩夏俊峰案，二审辩护词在互联网上流传甚广。代理唐吉田、刘巍律师被吊销律师执照案。同案代理人还有张树义教授和杨金柱律师。

### 被绑架
2011年，有人在互联网上号召中国民众集会以响应“茉莉花革命”，当局抓捕大量维权人士和活动家。2月19日滕彪被绑架，失踪70天。被秘密关押期间，受到打耳光、剥夺睡眠等酷刑。其间最恶劣的一段时间，他“被剥夺洗澡的权利、被禁止唱歌、被禁止锻练身体、被禁止写作，并且从早晨六点到深夜12点，被要求直直地坐在地上，面对墙壁。之后又强行带上手铐，一天24小时，持续了36天。”被绑架后，被抄家，北京兴善研究所办公室被查封。但北京兴善研究所继续活动，并在2011年12月、2012年12月分别在河北赤城和广东从化召开年会暨民间死刑存废研讨会。2012年9月起为香港中文大学人权与公义研究中心访问学者。
2013年完成《中国死刑观察报告》，2013年6月，与刘卫国、梁小军赴马德里参加第五届世界反死刑大会。2014年發表《給全國律協的公開信 （页面存档备份，存于）》嚴詞抨擊中華全國律師協會配合當局打壓律師。

### 流亡美國
2014年9月，榺彪前往美國定居，先后擔任哈佛大学法学院、哈佛大学肯尼迪学院、纽约大学亞美法研究所、以及普林斯顿高等研究院的访问学者。2019年起为纽约州立大学亨特学院兼任教授，讲授“中国人权”，2020年在新学院与孔傑榮合作开设“中国的法律、司法与人权”課程。2020年冬季学期为芝加哥大学人权中心客座教授。

## 被控強姦未遂
2023年6月，臺灣#MeToo運動延燒之際，前獨立中文筆會副會長暨前自由亞洲電台特約記者心語（筆名）指控，滕彪曾於2014年在印度達蘭薩拉一家酒店對其強姦未遂。對此，滕彪發聲明公開道歉，但否認自己試圖強姦。

## 获奖
- 格雷兹曼基金会社会成就奖（Gleitsman Foundation，2003年）
- 2003年度十大法治人物（中央电视台，全国普法办，2003年）
- 《亚洲周刊》亚洲风云人物（共十四位中国律师，2005年）
- 法兰西共和国人权奖（2007年）
- 美国民主基金会民主奖（2008年）
- 赫尔曼-哈米特奖（人权观察，2010年）
- 中国杰出民主人士奖（民主教育基金会，2011年）
- 捍卫宗教自由和法治勇气奖 （对华援助协会，2012年7月24日）[22]